# Pupillidae
Pupillidae is een familie van weekdieren uit de klasse van de Gastropoda (slakken).

## Geslachten
- Australbinula Pilsbry, 1916
- Cylindrovertilla Boettger, 1880
- Gastrocopta Wollaston, 1878
- Glyptopupoides Pilsbry, 1926
- Gyrodaria Iredale, 1940
- Imputegla Iredale, 1937
- Nesopupa Pilsbry, 1900
- Omegapilla Iredale, 1937
- Pumilicopta Solem, [1989]
- Pupilla J. Fleming, 1828
- Pupisoma Stoliczka, 1873
- Pupoides Pfeiffer, 1854
- Somniopupa Iredale, 1937
- Themapupa Iredale, 1930
- Wallivertilla Iredale, 1937